# Hombourg
 Hombourg (en alsacià Humburg) és un municipi francès, situat a la regió del Gran Est, al departament de l'Alt Rin. L'any 2006 tenia 1.116 habitants.

## Demografia
| 1962 | 1968 | 1975 | 1982 | 1990 | 1999 |
| ---- | ---- | ---- | ---- | ---- | ---- |
| 621  | 695  | 647  | 840  | 798  | 863  |

## Administració
| Període   | Identitat          | Partit |
| --------- | ------------------ | ------ |
| 2001-2008 | Gilbert Rusch      |        |
| 2008-     | Josiane Zimmermann |        |

## Agermanaments
- Castandet